# Scottish Premiership 2019-2020
La Scottish Premiership 2019-2020 (denominata per ragioni di sponsorizzazione Ladbrokes Scottish Premiership) è stata la 123ª edizione della massima serie del campionato scozzese di calcio. La stagione, iniziata il 3 agosto 2019, è stata conclusa anticipatamente il 18 maggio 2020 a causa dell'emergenza dovuta alla pandemia di COVID-19. Il campionato è stato vinto dal Celtic, al suo cinquantunesimo titolo, il nono consecutivo.
Capocannoniere del torneo è stato Odsonne Édouard (Celtic) con 22 reti.

## Stagione

### Novità
Il Ross County ritorna nella massima divisione scozzese dopo la retrocessione del 2018, sostituendo il Dundee, retrocesso in Scottish Championship dopo l'ultimo posto ottenuto nella stagione precedente.

### Formula
La stagione era divisa in due fasi: nella prima fase le dodici squadre partecipanti si incontravano tra di loro per tre volte, per un totale di 33 incontri per squadra. Nella seconda fase venivano disputate le poule per il titolo e quelle per la retrocessione: alla poule per il titolo partecipavano le prime sei classificate, alla poule retrocessione le ultime sei; veniva conservato il punteggio della prima fase; in questa seconda fase le sei squadre di ogni girone incontravano le altre in gare di sola andata per un totale di cinque ulteriori incontri.
Al termine della stagione la squadra ultima classificata retrocedeva direttamente mentre la penutlima disputava uno spareggio can la vincente dei play-off della Championship. La squadra vincente otteneva un posto nella prossima Premiership.

### Avvenimenti
Il primo girone d'andata si chiude con Celtic e Rangers appaiati al primo posto e già con 9 punti di vantaggio sul Motherwell terzo. Alla 16ª giornata il Celtic diventa capolista solitaria sfruttando il pareggio tra Rangers e Aberdeen, nel frattempo salito al terzo posto.
Il 13 marzo 2020 la SPFL decreta la sospensione a tempo indeterminato del campionato a causa dell'emergenza dovuta alla pandemia di COVID-19 e il 18 maggio successivo annuncia la conclusione anticipata del torneo, assegnando il titolo al Celtic e decretando la retrocessione dei soli Hearts.

## Squadre partecipanti
| Club                | Stagione  | Città      | Stadio             | Stagione precedente                         |
| ------------------- | --------- | ---------- | ------------------ | ------------------------------------------- |
| Aberdeen            | dettaglio | Aberdeen   | Pittodrie Stadium  | 4º posto in Scottish Premiership            |
| Celtic              | dettaglio | Glasgow    | Celtic Park        | 1º posto in Scottish Premiership            |
| Hamilton Academical | dettaglio | Hamilton   | New Douglas Park   | 10º posto in Scottish Premiership           |
| Hearts              | dettaglio | Edimburgo  | Tynecastle Stadium | 6º posto in Scottish Premiership            |
| Hibernian           | dettaglio | Edimburgo  | Easter Road        | 5º posto in Scottish Premiership            |
| Kilmarnock          | dettaglio | Kilmarnock | Rugby Park         | 3º posto in Scottish Premiership            |
| Livingston          | dettaglio | Livingston | Almondvale Stadium | 9º posto in Scottish Premiership            |
| Motherwell          | dettaglio | Motherwell | Fir Park           | 8º posto in Scottish Premiership            |
| Rangers             | dettaglio | Glasgow    | Ibrox Stadium      | 2º posto in Scottish Premiership            |
| Ross County         | dettaglio | Dingwall   | Victoria Park      | 1º posto in Scottish Championship, promosso |
| St. Johnstone       | dettaglio | Perth      | McDiarmid Park     | 7º posto in Scottish Premiership            |
| St. Mirren          | dettaglio | Paisley    | St. Mirren Park    | 11º posto in Scottish Premiership           |

## Allenatori e primatisti
| Squadra             | Allenatore                                                                   | Calciatore più presente                               | Cannoniere                      |
| ------------------- | ---------------------------------------------------------------------------- | ----------------------------------------------------- | ------------------------------- |
| Aberdeen            | Derek McInnes                                                                | Joe Lewis (30)                                        | Sam Cosgrove (11)               |
| Celtic              | Neil Lennon                                                                  | Callum McGregor (30)                                  | Odsonne Édouard (22)            |
| Hamilton Academical | Brian Rice                                                                   | Marios Ogkmpoe (6)                                    |                                 |
| Hearts              | Craig Levein (1ª-11ª) Austin MacPhee (13ª-17ª) Daniel Stendel (12ª, 18ª-30ª) | Sean Clare (25)                                       | Sean Clare, Steven Naismith (4) |
| Hibernian           | Paul Heckingbottom (1ª-11ª) Eddie May (13ª) Jack Ross (12ª, 14ª-30ª)         | Scott Allan, Paul Hanlon (30)                         | Christian Doidge (12)           |
| Kilmarnock          | Angelo Alessio (1ª-18ª) Alex Dyer (19ª-30ª)                                  | Stephen O'Donnell, Alan Power, Eamonn Brophy (28)     | Eamonn Brophy (9)               |
| Livingston          | Gary Holt                                                                    | Steven Lawless (30)                                   | Lyndon Dykes (9)                |
| Motherwell          | Stephen Robinson                                                             | Allan Campbell, Mark Gillespie, Declan Gallagher (30) | Chris Long, Liam Donnelly (7)   |
| Rangers             | Steven Gerrard                                                               | Connor Goldson (29)                                   | Jermain Defoe (13)              |
| Ross County         | Steven Ferguson & Stuart Kettlewell                                          | Billy McKay, Josh Mullin (27)                         | Billy McKay, Ross Stewart (7)   |
| St. Johnstone       | Tommy Wright                                                                 | Zander Clark, Jason Kerr, Ali McCann (29)             | Callum Hendry (7)               |
| St. Mirren          | Jim Goodwin                                                                  | Václav Hladký, Jonathan Obika (30)                    | Jonathan Obika (8)              |

## Classifica finale
Nota: a seguito della conclusione anticipata del torneo, la classifica tiene conto della media punti per partite disputate.
|       | Pos. | Squadra             | MP   | Pt | G  | V  | N  | P  | GF | GS | DR  |
| ----- | ---- | ------------------- | ---- | -- | -- | -- | -- | -- | -- | -- | --- |
|       | 1.   | Celtic              | 2,66 | 80 | 30 | 26 | 2  | 2  | 89 | 19 | +70 |
|       | 2.   | Rangers             | 2,31 | 67 | 29 | 21 | 4  | 4  | 64 | 19 | +45 |
|       | 3.   | Motherwell          | 1,53 | 46 | 30 | 14 | 4  | 12 | 41 | 38 | +3  |
| [ 6 ] | 4.   | Aberdeen            | 1,50 | 45 | 30 | 12 | 9  | 9  | 40 | 36 | +4  |
|       | 5.   | Livingston          | 1,30 | 39 | 30 | 10 | 9  | 11 | 41 | 39 | +2  |
|       | 6.   | St. Johnstone       | 1,24 | 36 | 29 | 8  | 12 | 9  | 28 | 46 | -18 |
|       | 7.   | Hibernian           | 1,23 | 37 | 30 | 9  | 10 | 11 | 42 | 49 | -7  |
|       | 8.   | Kilmarnock          | 1,10 | 33 | 30 | 9  | 6  | 15 | 31 | 41 | -10 |
|       | 9.   | St. Mirren          | 0,96 | 29 | 30 | 7  | 8  | 15 | 24 | 41 | -17 |
|       | 10.  | Ross County         | 0,96 | 29 | 30 | 7  | 8  | 15 | 29 | 60 | -31 |
|       | 11.  | Hamilton Academical | 0,90 | 27 | 30 | 6  | 9  | 15 | 30 | 50 | -20 |
|       | 12.  | Hearts              | 0,76 | 23 | 30 | 4  | 11 | 15 | 31 | 52 | -21 |

Legenda:
      Campione di Scozia e ammessa al primo turno di qualificazione della UEFA Champions League 2020-2021.
      Ammessa al secondo turno di qualificazione della UEFA Europa League 2020-2021.
      Ammessa al primo turno di qualificazione della UEFA Europa League 2020-2021.
      Retrocessa in Scottish Championship 2020-2021.
Regolamento:
Tre punti a vittoria, uno a pareggio, zero a sconfitta.
A parità di punti, le posizioni in classifica venivano determinate sulla base della differenza reti.

### Risultati

#### Tabellone
|                     | Abe     | Cel     | Ham     | Hea     | Hib     | Kil     | Liv     | Mot     | Ran     | Ros     | StJ     | StM     |
| ------------------- | ------- | ------- | ------- | ------- | ------- | ------- | ------- | ------- | ------- | ------- | ------- | ------- |
| Aberdeen            | ––––    | 0-4 1-2 | 1-0     | 3-2     | 1-1 3-1 | 3-0     | 2-1     | 0-1     | 2-2     | 3-0 1-2 | 1-1 0-1 | 2-1     |
| Celtic              | 2-1     | ––––    | 2-1     | 3-1 5-0 | 2-0     | 3-1     | 4-0     | 2-0     | 1-2     | 6-0 3-0 | 7-0     | 2-0 5-0 |
| Hamilton Academical | 0-1 1-3 | 0-1 1-4 | ––––    | 2-1     | 1-1     | 2-0 1-0 | 2-1 2-4 | 1-3 0-0 | 1-3     | 2-2     | 0-1     | 0-1     |
| Hearts              | 1-1     | 0-2     | 2-2     | ––––    | 0-2     | 0-1 2-3 | 1-1     | 2-3 1-1 | 1-1 2-1 | 0-0     | 0-1     | 5-2     |
| Hibernian           | 3-0     | 1-1     | 2-1     | 1-2 1-3 | ––––    | 2-2     | 2-2 1-1 | 3-1     | 0-3     | 2-2 3-0 | 2-2     | 1-0 2-2 |
| Kilmarnock          | 0-0 2-2 | 1-3     | 2-2     | 3-0     | 2-0 1-2 | ––––    | 2-1     | 0-1     | 1-2 2-1 | 0-0 3-1 | 0-0     | 1-0     |
| Livingston          | 0-2     | 2-0 2-2 | 0-0     | 0-0     | 2-0     | 3-0     | ––––    | 0-0 1-0 | 0-2     | 4-0     | 1-0     | 2-1     |
| Motherwell          | 0-3     | 2-5 0-4 | 1-2     | 1-0     | 3-0 0-0 | 2-1     | 2-1     | ––––    | 0-2     | 1-2 4-1 | 4-0     | 2-0 1-2 |
| Rangers             | 5-0 0-0 | 0-2     | 5-0 0-1 | 5-0     | 6-1 2-1 | 1-0     | 3-1 1-0 | 2-1     | ––––    | 2-0     |         | 1-0     |
| Ross County         | 1-3     | 1-4     | 3-0     | 0-0     | 2-1     | 1-0     | 1-4 2-0 | 1-2     | 0-4 0-1 | ––––    | 2-2 1-1 | 2-1     |
| St. Johnstone       | 1-1     | 0-3     | 3-2     | 1-0 3-3 | 1-4     | 0-1 2-1 | 2-2 1-0 | 0-1 2-1 | 0-4 2-2 | 1-1     | ––––    | 0-0     |
| St. Mirren          | 1-0 0-0 | 1-2     | 0-0 1-1 | 0-0 1-0 | 1-2     | 1-0     | 3-3     | 0-3     | 0-1     | 2-1     | 2-0 0-0 | ––––    |

## Statistiche

### Squadre

#### Capoliste solitarie
|    | —— | ——     | ——     | ——     | ——     | ——     | ——  | —— | ——  | ——  | ——  | ——  | ——  | ——  | ——     | ——     | ——     | ——     | ——     | ——     | ——     | ——     | ——     | ——     | ——     | ——     | ——     | ——     | ——     | —— |  |
|    |    | Celtic | Celtic | Celtic | Celtic | Celtic | Ran |    |     |     |     |     |     |     | Celtic | Celtic | Celtic | Celtic | Celtic | Celtic | Celtic | Celtic | Celtic | Celtic | Celtic | Celtic | Celtic | Celtic | Celtic |    |  |
|    |    |        |        |        |        |        |     |    |     |     |     |     |     |     |        |        |        |        |        |        |        |        |        |        |        |        |        |        |        |    |  |
|    |    |        |        |        |        |        |     |    |     |     |     |     |     |     |        |        |        |        |        |        |        |        |        |        |        |        |        |        |        |    |  |
| 1ª | 2ª | 3ª     | 4ª     | 5ª     | 6ª     | 7ª     | 8ª  | 9ª | 10ª | 11ª | 12ª | 13ª | 14ª | 15ª | 16ª    | 17ª    | 18ª    | 19ª    | 20ª    | 21ª    | 22ª    | 23ª    | 24ª    | 25ª    | 26ª    | 27ª    | 28ª    | 29ª    | 30ª    |    |  |

#### Primati stagionali
Squadre
- Maggior numero di vittorie: Celtic (26)
- Minor numero di sconfitte: Celtic (2)
- Miglior attacco: Celtic (89 gol fatti)
- Miglior difesa: Celtic e Rangers (19 gol subiti)
- Miglior differenza reti: Celtic (+70)
- Maggior numero di pareggi: St. Johnstone (12)
- Minor numero di pareggi: Celtic (2)
- Maggior numero di sconfitte: Hamilton, Kilmarnock, Ross County e St. Mirren (15)
- Minor numero di vittorie: Hearts (4)
- Peggior attacco: St. Mirren (23 gol fatti)
- Peggior difesa: Ross County (60 gol subiti)
- Peggior differenza reti: Ross County (-31)
- Miglior serie positiva: Rangers (16 risultati utili consecutivi)
- Peggior serie negativa: Kilmarnock (6 sconfitte consecutive)

### Individuali

#### Classifica marcatori
| Gol |  |  | Giocatore        | Squadra    |
| --- |  |  | ---------------- | ---------- |
| 22  |  |  | Odsonne Édouard  | Celtic     |
| 13  |  |  | Jermain Defoe    | Rangers    |
| 12  |  |  | Alfredo Morelos  | Rangers    |
| 12  |  |  | Christian Doidge | Hibernian  |
| 11  |  |  | Sam Cosgrove     | Aberdeen   |
| 11  |  |  | Ryan Christie    | Celtic     |
| 10  |  |  | James Forrest    | Celtic     |
| 9   |  |  | Eamonn Brophy    | Kilmarnock |
| 9   |  |  | Lyndon Dykes     | Livingston |
| 9   |  |  | Callum McGregor  | Celtic     |
| 9   |  |  | Leigh Griffiths  | Celtic     |
| 8   |  |  | Steven Lawless   | Livingston |